# الإدارة العامة للجمارك
الإدارة العامة للجمارك هي أقدم جهة حكومية في الكويت أمر بإنشائها الشيخ مبارك الصباح حاكم الكويت السابع عام 1899م.